# L'Heure du loup (roman)
The Wolf's Hour
Pour les articles homonymes, voir L'Heure du loup.
L'Heure du loup (The Wolf's Hour) est un roman d'horreur américain se déroulant durant la Seconde guerre mondiale et écrit par Robert R. McCammon en 1989.

## Résumé
Juin 1942. Michael Gallatin, espion britannique, réussit à voler les cartes d'état-major des allemands en Afrique du Nord. Ces cartes fournissent de précieuses informations sur tous leurs mouvements et permettent à l'armée britannique de stopper l'avancée de Rommel et de son Afrikakorps dans la région. Rejoignant son amie la Comtesse Margritta au Caire, Gallatin est attaqué par un tueur allemand. Il échappe de peu à une mort par étranglement grâce à son pouvoir de lycanthrope. Ayant le don de se transformer en un grand loup noir aux yeux verts, il réussit à tuer l'assassin mais son amie n'a pu en réchapper, tuée d'une balle dans la tête.
Mars 1944. Fatigué par la guerre et se sentant responsable de la mort de Margritta deux ans plus tôt, Michael Gallatin s'est retiré au Pays de Galles depuis lors. Mais un soir, des officiers se présentent à sa porte et lui demandent de reprendre du service. Alors que les Alliés sont en pleine organisation d'une importante invasion, des nouvelles inquiétantes d'un de leurs espions à Paris leur sont parvenues. Celui-ci possèderait des informations importantes sur une opération nazie de grande envergure. Refusant la mission dans un premier temps, Gallatin finit par accepter quand il apprend que le traître Harry Sandler, responsable de la mort de Margritta, a été aperçu à Berlin.
Parachuté près de Paris, il doit rejoindre la capitale pour prendre contact avec l'espion Adam. Mais celui-ci est sous la surveillance de la Gestapo qui, connaissant sa position d'agent double, a tendu un piège pour capturer tout le réseau. Malgré les obstacles, Gallatin réussit à voir Adam et les informations sont inquiétantes. Les Allemands semblent être au courant du débarquement prévu par les Alliés et sont en train d'organiser quelque chose avec un certain Dr Hildebrand, chimiste spécialisé dans les gaz de combat. L'informateur n'a pu saisir qu'une expression : Eisen Faust c'est-à-dire « Poing d'Acier ». Au lieu de rentrer au Royaume-Uni, Michael Gallatin se dirige vers l'Est pour en apprendre plus sur ce mystérieux « Poing d'Acier ».

## Personnages
Michael Gallatin : Né à Saint-Pétersbourg en 1910, Mikhaïl Gallatinov est né dans une famille russe très proche de la famille du tsar. Ses parents et sa sœur sont tués par les révolutionnaires en 1918 et il est le seul à réchapper au massacre grâce à l'intervention d'une meute de loups. Les loups s'avèrent être des loups-garous. Mordu par l'un d'eux, il survit à la morsure et est intégré à la meute. Des années plus tard, après la mort des différents membres de la meute, il quitte la Russie. En 1932, embarquant sur un navire, il rejoint le Royaume-Uni. Devenu espion, il obtient la citoyenneté britannique en 1934.
La Meute : La meute de loups-garous est composée de sept membres à l'arrivée de Mikhaïl : Wiktor, Renati, Nikita, Franco, Pauli, Belyi et Alekza
Harry Sandler : Américain et grand passionné de chasse, il trahit son pays et rejoint les allemands. Sa trahison provoque la mort de la Comtesse Margritta. Lorsque Michael le retrouve en Allemagne, les deux hommes s'affrontent lors d'une « partie de chasse ».
Chesna Von Dorne : Actrice et star du cinéma allemand. D'origine américaine, elle travaille comme espionne pour les Alliés sous le nom de code Echo. Elle aide Michael dans son enquête sur « Poing d'Acier ».

## Accueil

### Critique
Le roman est cité par Patrick Marcel dans son Atlas des brumes et des ombres, indiquant que McCammon « mêle avec brio monstre classique et aventures à la Indiana Jones ».

### Récompenses
- 1989 : Nomination au Prix Bram-Stoker du Meilleur roman[3]
- 1990 : 6e place du Prix Locus du meilleur roman d'horreur[4]
- 1992 : Grand Prix de l'Imaginaire dans la catégorie « Roman étranger »[5]

## Publications
Le roman est traduit pour la première fois en 1990 aux éditions Presses de la Cité par Thierry Arson. Il ressort l'année suivante, toujours sous grand format chez France Loisirs.
C'est en 1992 que sort la première édition de poche chez Pocket qui le réédite en 2000. La dernière édition est celle de Milady sortie en 2008  (ISBN 978-2-811200-16-9).

## Suite
En 2011, l'auteur sort le recueil The Hunter from the Woods qui présente plusieurs nouvelles aventures de l'espion britannique. Il est composé de trois nouvelles et trois romans courts, :
- The Great White Way : se déroule entre la mort de la meute et la mission de Gallatin en Afrique du Nord.
- The Man from London : se déroule entre la mort de la meute et la mission de Gallatin en Afrique du Nord.
- Sea Chase : coincés sur un navire, Gallatin et un scientifique déserteur s'allient pour échapper à un navire du guerre nazi.
- The Wolf and the Eagle : se déroule en Afrique du Nord après que l'avion de Gallatin ai été abattu au dessus du désert.
- The Room at the Bottom of the Stairs (roman court) : les espions des Alliés infiltrés à Berlin sont arrêtés les uns après les autres par une femme nazie qui les séduit pour pouvoir les livrer à la Gestapo. Michael Gallatin est envoyé à Berlin pour la « neutraliser ».
- Death of a Hunter : alors qu'il est attaqué par des ennemis, Gallatin est sauvé par une personne de son passé.

Il est inédit dans les pays francophones.

## Projet d'adaptation
En 2014, les studios Universal annoncent détenir les droits d'adaptation du roman. Le projet est produit par Chris Morgan sur un scénario de Bradley et Kevin Marcus. Depuis cette annonce, aucune nouvelle n'a été fournie sur le projet,,.